# Torri Petronas
Le Torri Petronas (in malese: Menara Petronas), sono due torri gemelle alte 452 m, e costituiscono una delle più imponenti opere dell'ingegneria umana. Prendono il nome dalla compagnia petrolifera statale malaysiana, la Petronas. Le Torri Petronas sono state inaugurate il 31 agosto 1999 sotto la supervisione del primo ministro della Malaysia all'epoca, Mahathir Mohamad.

## Caratteristiche
Costruite a Kuala Lumpur tra il 1995 e il 1998 su progetto dell'architetto argentino César Pelli, sono diventate il simbolo del progresso economico della Malaysia. Possiedono 32.000 finestre. Gli edifici sono stati concepiti utilizzando la più avanzata tecnologia che ha permesso, fra l'altro, la realizzazione dello Skybridge, ovvero un passaggio coperto posto a 271 metri di altezza dal suolo che unisce i due edifici consentendo agli utenti del complesso di passare indifferentemente da una torre all'altra senza dover scendere al piano terra dell'edificio.
La pianta di ogni torre è disegnata secondo uno schema geometrico comune nell'architettura di tradizione islamica. È composta di due quadrati, simbolo del mondo materiale, ruotati e sovrapposti a formare una stella inscritta in un cerchio che evoca il simbolo della diffusione della religione islamica. Questo particolare simbolo geometrico, molto usato nell'iconografia islamica, racchiude insieme anche i significati di unità, armonia, stabilità e razionalità. Il nome di tale simbolo è Rub' al-Hizb o anche croce a otto punte.
Il design esterno richiama la cultura propria del Paese, incorporando motivi malesi tratti dall'artigianato tradizionale, adattati al carattere iper-tecnologico dell'edificio.
Le torri furono inaugurate nel marzo 1996. La Torre Uno è occupata dalla compagnia petrolifera statale Petronas, la Torre Due dalle compagnie associate, mentre lo spazio restante è stato affittato a varie multinazionali.
Al livello inferiore, si trova il teatro da 864 posti Dewan Filharmonik PETRONAS, sede dell'Orchestra Filarmonica della Malaysia, e un'ampia biblioteca sull'energia, sul petrolio e le industrie collegate.
Le Torri Petronas hanno detenuto il primato di edifici più alti del mondo dal 1996 al 2004. Tuttavia questo primato è stato caratterizzato da polemiche e proteste per via della decisione da parte degli istituti internazionali di architettura di misurare l'altezza degli edifici comprendendo (nella misurazione) anche gli alti pinnacoli delle guglie, che fanno così lievitare artificiosamente l'altezza delle torri permettendo a questi edifici di "appena" 88 piani di superare colossi ben più grandiosi come la Sears Tower e le Torri Gemelle di New York.